# Sacerdocio del Antiguo Egipto

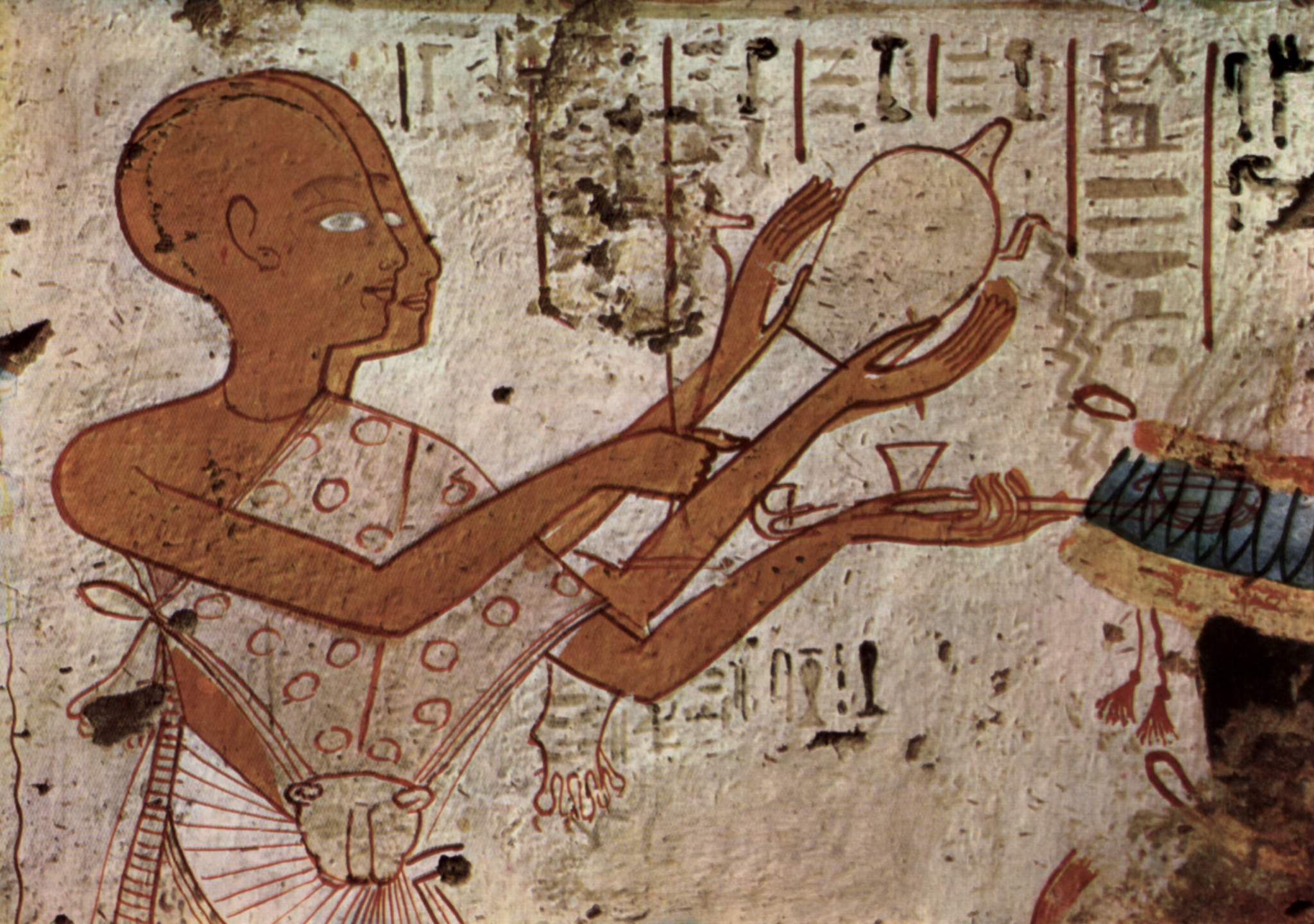
Dos sacerdotes vestidos con piel de leopardo realizando rituales de purificación. Tumba de Userhat. XIX Dinastía.

El sacerdocio del Antiguo Egipto estaba compuesto por un variado cuerpo sacerdotal que era responsable de asegurar el culto a las numerosas divinidades de la religión egipcia.
| R8 | U36 |

| R8 | U36 |

## Funciones
En el antiguo Egipto, sus divinidades conformaban la Tierra estableciendo un orden armonioso y justo, Maat para que el milagro de la vida pudiese seguir llevándose a cabo todos los días. Solo es el faraón, descendiente de los dioses, al que le corresponde la tarea de asegurar la sostenibilidad de esta armonía y luchar contra las fuerzas del mal que buscan romperla continuamente. Un faraón como único intermediario entre los dioses y los mortales. Pero, el mantenimiento de la armonía divina exige multitud de cultos diarios por toda la tierra de Egipto, ya que el faraón no puede por sí mismo, garantizar la ejecución material necesaria. Ese es el papel del sacerdote, ayudar, en nombre del faraón a cumplir con la celebración de los rituales diarios.
El faraón fue también uno de los primeros en preocuparse por el significado de sus sueños, por lo que le confiaba a un importante sacerdote lector, su interpretación, lo que le podía llevar a determinar la política del Estado.

## Jerarquía
En general, en el Antiguo Egipto si existió una estructura sacerdotal centralizada, pues cada divinidad poseía un grupo de hombres o mujeres dedicados a su culto. El faraón era el primero de los sacerdotes. Nombraba a los que debían dirigir los santuarios más importantes por la necesidad de controlar al poderoso clero, donde se sucedían las dinastías de sacerdotes, y los cargos sacerdotales, se heredaban de padres a hijos. 
El sacerdote recién investido debía justificar sólidos conocimientos de teología, medicina y astronomía. En particular, los sacerdotes de Ra tenían una gran reputación de tener grandes conocimientos del cielo. Gracias a sus bibliotecas, los templos de los dioses lo eran también del conocimiento. Gestionaban los templos, asegurando la celebración del ritual diario y la administración de las tierras de los dioses. Como tales, los sacerdotes formaban en la sociedad egipcia una casta privilegiada, cuidadosamente jerarquizada, que cambiaba de unos santuarios a otros. Se han constatado más de 125 funciones diferentes, del bajo al alto clero.
| R8 | U36 | T8 | N35 | M17 | Y5 · N35 |

| R8 | U36 | T8 | N35 | M17 | Y5 · N35 |

Los colegios sacerdotales estaban bajo la autoridad de un sumo sacerdote que llevaba, más que un título, un epíteto específico:
- Pontífice de Heliópolis, al que se le denominaba el Gran Vidente de Ra, que se remontaba a épocas muy lejanas.
- Pontífice de Menfis o Primer Profeta del Templo de Ptah, denominado Jefe de los Artesanos o Gran Maestro del Arte.
- Pontífice de Hermópolis Parva, denominado el Grande de los Cinco de la Casa de Thot.
- Pontífice de Karnak, o El que abre las dos Puertas del Cielo.

El Sumo sacerdote de Ptah en Menfis era un sacerdote sem.
| D31 | A1 |

| D31 | A1 |

Los sacerdotes del alto clero asignados a un templo se organizaban en cuatro colegios que se turnaban cada mes al servicio de la divinidad. Entre ellos, había "especialistas":
- Sacerdotes ritualistas (ḫr(y).w-ḥb.t), literalmente "Los que están bajo el ritual", encargados de leer las glorificaciones de las ceremonias funerarias.
- Sacerdotes astrónomos, que determinaban el momento adecuado para comenzar las ceremonias.
- Sacerdotes horóscopos, capaces de distinguir los días de fastos o nefastos del año.
- Sacerdotes horólogos, que determinaban las horas de cada ceremonia por la observación del sol y las estrellas.

Algunos estaban considerados dotados de ciertos talentos sobrenaturales, jugando entonces un papel como exorcistas, magos o  médicos en ciudades y pueblos. 
| D60 | N35A | A1 |

| D60 | N35A | A1 |

Entre los sacerdotes del bajo clero se encuentran los sacerdotes uab (wˁb), literalmente sacerdotes puros, porque su limpieza personal era un deber de su cargo. Por tanto, afeitarse su cabeza y depilarse era un sello distintivo de estos sacerdotes que acentúan así su búsqueda de la pureza. Eran los encargados del cuidado de los instrumentos del culto, realizaban purificaciones, vestían la estatua del dios y portaban la barca sagrada en que se trasladaba la estatua durante las procesiones.
Los sacerdotes estaban asistidos por algunos ayudantes, como los purificadores, responsables de la preparación de los alimentos ofrecidos a la divinidad, pero también había músicos y cantores, que solían ser ciegos, dedicados a su distracción.
Cuando los sacerdotes no estaban de servicio, ocupaban áreas que el faraón les había confiado.

## Rituales
Los sacerdotes comenzaban su día de culto mediante un baño purificador matutino. Luego se trasladaban en procesión hasta el corazón del templo para despertar al dios que duerme en la oscuridad del santuario.
Dirigidos por el sumo sacerdote, el ritual comienza cuando el sol aparece en el horizonte. En primer lugar se rompe el sello de arcilla que sella la puerta todas las noches, antes de abrir sus batientes. El sumo sacerdote levanta las manos hacia la estatua sagrada para rendir su alma a la divinidad y pronuncia una fórmula consagrada: ¡Despierta, gran dios, despierta en paz!. A continuación, se disponen, delante de la divinidad, las ofrendas de comida que se han preparado: pan, cebollas, verduras, carne de buey, cerveza y vino. Cuando la deidad ha consumido la materia invisible de los alimentos, estos son distribuidos entre las otras divinidades del templo, y luego, son comidos por los sacerdotes.
Cuando el sacerdote lleva a cabo estas acciones, es en realidad el faraón y todo Egipto detrás de él, que es entonces el entero servidor de la divinidad. Ya sea un sacerdote o el propio faraón, el oficiante, de pie ante el altar, permanecía descalzo para no contaminar la escena con sus suelas. Llevaba el cetro jerep de la consagración, la maza hedj, tradicional en este tipo de ceremonial, y extendía su mano sobre las ofrendas. Después del almuerzo tenía lugar la vestidura de la imagen y la unción con perfumes.
A esta ceremonia diaria le seguían otras dos citas con la divinidad, al mediodía y por la tarde. Pero no es suficiente con los gestos rituales, la aspersión del agua y la fumigación con incienso en el exterior del santuario: debe honrar además a la divinidad, pero sin perturbar su meditación.

## Sacerdotisas
Aunque Heródoto afirmaba que:

"Ninguna mujer ejerce el sacerdocio de dios o diosa alguno; los hombres en cambio, ejercen el de todos los dioses y diosas".

Se sabe que las mujeres en el Antiguo Egipto participaron, con diferentes responsabilidades en la estructura jerárquica y sacerdotal, al servicio de las diferentes deidades. Estaban dirigidas, teóricamente, por la reina como esposa del dios de la dinastía, Amón, en su caso. En el período tardío, las divinas adoratrices de Amón sustituirán a las reinas.
Las mujeres que formaban el clero femenino (uebuit) asignadas a los templos, también divididas en tribus, seguían el mismo régimen rotatorio de los hombres, sirviendo durante un mes. A menudo, estas mujeres eran esposas de los sacerdotes.
En la tumba de Hetpet de la dinastía V aparece que la fallecida era sacerdotisa de Hathor. Sin embargo, no hay nada que determine su lugar exacto en la jerarquía clerical y el papel que podría desempeñar allí. Desde el Imperio Antiguo hasta el Imperio Nuevo, muchas mujeres de clase acomodada sirvieron a la diosa Hathor.
Durante el Imperio Nuevo, las sacerdotisas, hijas o hermanas de reyes o grandes esposas del rey, eran designadas bajo el nombre de Divina Adoratriz de Amón, el cargo femenino más importante; pero desde el comienzo de este período, el culto tebano de Amón, que alcanzó un gran incremento, utilizaba adoradoras divinas de Amón de sangre no real, como auxiliares femeninas, las 'cantoras de los espacios interiores de Amón' (hezyt net jenu en Imen) que podían ser:
- cantoras shemdyt (chemait), que aparecen ya en la dinastía XVIII
- cantoras-músicas hesit o hezyt
- teñedoras de sistro sejemyt (documentadas ya desde la dinastía IV) e ihyt, estas últimas, desde el período libio hasta el período tardío.

También en este período se integran, entre los músicos de Amón, las danzantes iheb y las acróbatas jebyt, ya, usualmente, con funciones laicas